# قشنگ کامکار
قشنگ کامکار (۲۵ بهمن ۱۳۳۲ سنندج) نوازندهٔ سه‌تار و ویلن و از اعضای گروه کامکارها است. قشنگ کامکار نخستین زنی است که پس از انقلاب اسلامی روی صحنه رفت و به صورت صحنه‌ای موسیقی اجرا کرد.

## زندگی
قشنگ کامکار در ۲۵ بهمن سال ۱۳۳۲ در سنندج زاده شد و نوازندگی ویلن و سه‌تار و خوانندگی را آموخت.
قشنگ کامکار علاوه بر شرکت در اجراهای گروه کامکاران، به همراه سیما بینا کنسرت‌هایی ویژه بانوان در خارج از ایران اجرا کرده‌است.
وی همسر سابق محمدرضا لطفی بود که از هم جدا شدند.